# 田中稔 (地方公務員)
田中 稔（たなか みのる、 1954年<昭和29年>5月24日 - ）は、日本の地方公務員、土木技術者、鉄道実業家。兵庫県県土整備部長、阪神高速道路（株）取締役常務執行役員を歴任。勲等は瑞宝小綬章。

## 人物・経歴
大阪府出身。1977年3月 京都大学工学部土木工学科卒業。1980年4月 兵庫県庁に入庁し、姫路土木事務所配属。2009年 (平成21年) 4月 同県土整備部土木局道路計画課長、2010年4月 同東播磨県民局加古川土木事務所長、2011年4月 同県土整備部土木局長、2014年4月 同県土整備部長。着任時の抱負で南海トラフ巨大地震に備えた津波対策として「津波防災インフラ整備5箇年計画の確定版」の策定、基幹道路の整備推進では山陰近畿自動車道や北近畿豊岡自動車道の整備による但馬地域の観光資源を活用した交流人口の増加を挙げた。県庁退職後、2016年4月 公益財団法人兵庫県まちづくり技術センター理事長、2017年6月 阪神高速道路（株）執行役員、2018年6月 同社取締役執行役員、2019年 (令和元年) 6月 同社取締役常務執行役員。

## 栄典
- 2024年 令和6年秋の叙勲で瑞宝小綬章を受章[3]